# Sandro Rosell
Alexandre Rosell i Feliu (Barcelona, 25 de março de 1964), mais conhecido como Sandro Rosell, é um empresário de marketing espanhol, que foi presidente do Barcelona entre 2010 e 2014.